# Kallósd
Kallósd község Zala vármegyében, a Zalaszentgróti járásban, Zalai-dombságban, a Zalaapáti-hát területén.

## Fekvése
Kallósd a Zalai-dombság keleti vonulatán, a Zalától kissé nyugatra helyezkedik el. Közúton a Zalaapáti–Zalaszentgrót–Zalabér között húzódó 7352-es útból kiágazó 73 208-as számú bekötőúton érhető el. Almásházával és Bezeréddel földutak kötik össze. A településre Zalaszentgrótról jár pár busz, melyek közül kettő Keszthely irányába továbbközlekedik. A falu legjelentősebb vízfolyása a Kallósdi-patak.

## Története
Kallósd első említése 1217-ből való a zalai vár földjeként. Temploma is ebben az időszakban készült. A 14. századtól a kapornaki apátság birtokához tartozott. A 17. században a törökök pusztítása miatt elpusztult. Betelepülése a kapornaki apát 1711-es ajánlatát követően, amelyben alacsony adókat kér, gyorsan ment végbe magyarok mellett horvát nyelvű lakosokkal is. A temploma 1740-ben épült újjá, és bár lakosságszáma nagyban gyarapodott, a kapornaki apátság nagy befolyással bírt a falu közéletében. Iskolája 1814-ben készült el. Végül egy 1863-ban létrejött szerződés alapján született meg a falu önrendelkezési joga.
Az 1950-es évektől erős elvándorlási kedv jellemezte, sokan Zalaszentgrótra költöztek. 1961-ben indult el az első busz a településre.
Az 1990-es évektől kezdve a település szőlőhegyére egyre nagyobb érdeklődés mutatkozott mind magyarok, mind osztrákok részéről.

## Közélete

### Polgármesterei
- 1990–1994: Farkas Károly (SZDSZ)[3]
- 1994–1998: Farkas Károly (SZDSZ)[4]
- 1998–2002: Farkas József (független)[5]
- 2002–2006: Farkas József (független)[6]
- 2006–2010: Farkas József (független)[7]
- 2010–2014: Farkas Andrásné (független)[8]
- 2014–2019: Farkas Andrásné (független)[9]
- 2019–2024: Farkas Andrásné (független)[10]
- 2024– : Farkas Andrásné (független)[1]

Kallósd község önkormányzatának hivatalos honlapja a http://kallosd.hu címen érhető el.

## Népesség
A település népességének változása:
| Lakosok száma | 91   | 94   | 91   | 107  | 97   | 108  | 108  |
|               | 2013 | 2014 | 2015 | 2021 | 2022 | 2023 | 2024 |

A 2011-es népszámlálás idején a nemzetiségi megoszlás a következő volt: magyar 100%. A lakosok 72,3%-a római katolikusnak vallotta magát (24,1% nem nyilatkozott).
2022-ben a lakosság 82,5%-a vallotta magát magyarnak, 1% németnek, 8,2% egyéb, nem hazai nemzetiségűnek (15,5% nem nyilatkozott; a kettős identitások miatt a végösszeg nagyobb lehet 100%-nál). Vallásuk szerint 50,5% volt római katolikus, 2,1% református, 1% izraelita, 1% egyéb keresztény, 3,1% felekezeten kívüli (42,3% nem válaszolt).

## Nevezetességei

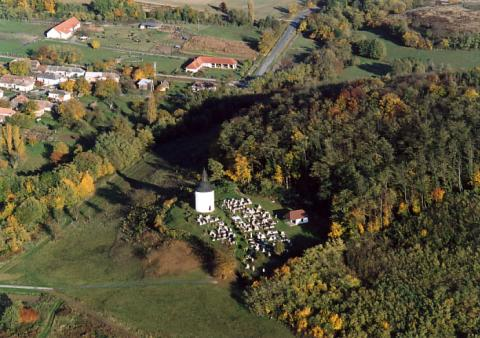
Légifotó a Szent Anna templomról

- Fő nevezetessége a román stílusú Szt. Anna körtemplom (rotunda), amely a 13. században épült. Mivel a település Magyarország hagyományos nyugati határvidékén, a gyepűkhöz közel épült, a vidéket a háborúk elkerülték, így a templom jól mutatja eredeti állapotát. A kő alapzaton téglafalak állnak, és azokat harang alakú lemeztető fedi. A keleti oldalon a körtemplomhoz alacsonyabb, félkör alakú apszis csatlakozik. A templom külsejét sűrűn falsávok tagolják. Hasonló kerek templom áll az országhatár szlovéniai oldalán, Nagytótlakon és romos állapotban Vitenyédszentpálon (Bagod) is. A Kisalföldön Pápoc temploma hasonló.  Az ilyen típusú templomokat az írott források gyakran „Rotunda ecclesia”-nak, azaz kerek templomnak nevezik. Ez a megnevezés több település (például Kerekszenttamás) nevében előfordul, és ebből arra következtethetünk, hogy azokban egykoron kerek templom állott.  http://kallosd.hu/galeria/
- Páduai Szent Antal kápolnája a falu központjától mintegy háromnegyed kilométerre, egy dombon áll. Ez a kápolna is búcsújáróhely, a misére sokan összegyűlnek. A mindössze 10 ülőhelyes épületben ritkán esküvőket is tartanak. Búcsú minden évben a június 13-a utáni vasárnapon van.